# Birimi

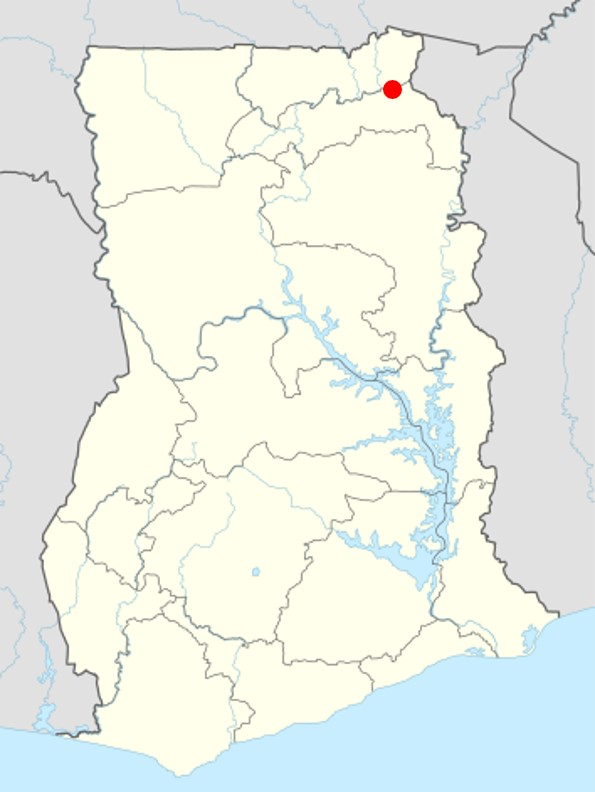
Localisation de Birimi

Birimi est un site archéologique situé dans le Nord-Est du Ghana, en Afrique de l'Ouest, entre les villes de Gambaga et de Nalerigu (en). Il a été occupé au Paléolithique moyen, puis du Néolithique à l'Âge du fer. Bimini est un des principaux sites de la culture néolithique de Kintampo. 

## Situation
Birimi est situé dans le Nord-Est du Ghana. Il se trouve sur l'escarpement de Gambaga, à environ 3,5 km au nord-ouest de la ville de Nalerigu.

## Historique
Les fouilles ont commencé sur le site en 1987, dirigées par François Kense. Il s'agit des premières fouilles effectuées dans la région.
De nombreux échantillons ont été prélevés, non seulement à Birimi, mais aussi aux alentours,,,. Ces échantillons comprennent des tessons de poterie, du torchis brûlé, des sédiments, du charbon de bois et des vestiges paléobotaniques, à des fins archéométriques et/ou de datation.

## Description
Le site de Birimi se trouve au milieu d'un système de chenaux saisonniers. Les rives de ces cours d'eau ont livré de nombreux outils lithiques. Le site de Birimi est situé sur l'escarpement de Gambaga dans le nord du Ghana. Il fait partie d'une région classée comme savane boisée sèche, avec une saison des pluies marquée de mai à octobre et une saison sèche prononcée de novembre à avril. 
La région autour de l'escarpement de Gambaga est riche en espèces végétales et animales, avec des ressources importantes comme l'arbre à beurre de karité (Vitellaria paradoxa) et le dawadawa (Parkia biglobosa). La culture du millet et d'autres céréales permet de renforcer la sécurité alimentaire et de soutenir les villages tout au long de l'année. 

## Découvertes archéologiques
Le site de Birimi est notable pour ses artefacts de pierre, ses céramiques et ses restes botaniques. Les pierres taillées, principalement composées de quartz, montrent des signes d'utilisation intensive. Les céramiques de Birimi présentent des motifs décoratifs variés, incluant des impressions de corde zonée répétitives, des incisions ponctuées, et d'autres techniques décoratives complexes.
Les haches en pierre verte (greenstone en anglais) sont découvertes sur le site. Ce matériau originaire d'une formation rocheuse située à environ 60 km à l'ouest du site est probablement une denrée échangée ou transportée sur de longues distances, suggérant l'existence de réseaux d'échange ou de déplacements saisonniers.
Un artefact unique de la culture Kintampo, les râpes, fabriqués en grès et présentant des motifs incisés complexes, y est également trouvé. Bien que leur fonction exacte reste inconnue, leur présence dans de nombreux sites Kintampo indique une utilité commune et partagée.
Les parallèles économiques et artéfactuels entre Birimi et les sites du Sahara et du Sahel sont nombreux. Les dates de radiocarbone indiquent que l'agro-pastoralisme se propage rapidement vers le sud depuis le Sahel vers environ 3600 avant notre ère. Cette diffusion rapide suggère que les groupes agro-pastoraux du nord adaptent rapidement leurs pratiques à l'environnement du sud.

## Subsistance
Les preuves archéologiques montrent que les habitants de Birimi utilisent des ressources domestiquées, notamment des chèvres et moutons et du mil à chandelle (pennisetum glaucum). Cela suggère une économie mixte combinant l'élevage et l'agriculture. Le mil à chandelle nécessite des conditions de sécheresse et est retrouvé en abondance à Birimi, indiquant son importance dans l'alimentation des habitants. À l'inverse, dans les sites archéologiques plus humides au sud, leur présence est plus rare et suggère des échanges ou des mouvements saisonniers pour sa culture. Les pratiques de subsistance incluent également l'utilisation de ressources végétales de la marge de la forêt tropicale, comme le palmier à huile (Elaeis guineensis). Les restes carbonisés de plantes récupérés sur le site de Birimi suggèrent que la culture du mil, tolérant à la sécheresse, permettait l'établissement de villages sédentaires en fournissant une ressource alimentaire stockable.

## Périodes d'occupation

### Paléolithique moyen
La phase d'occupation la plus ancienne de Birimi est datée du Paléolithique moyen. Les couches de cette période ont été fouillées lors de la campagne de 1996,. Les outils lithiques découverts comprennent notamment des éclats et nucléus Levallois, des nucléus discoïdes, des lames, des bifaces, des encoches, des denticulés, des éclats et des lames retouchées. Les outils ont été trouvés environ 1 mètre sous la surface du sol. Cette industrie lithique n'est pas encore bien caractérisée ni bien reliée aux autres industries africaines de la même époque,.

### Néolithique
Au Néolithique les découvertes sont associées à la culture de Kintampo, qui correspond au développement de l'agriculture en Afrique de l'Ouest sub-saharienne. Cette phase d'occupation peut être datée entre 3500 et 3000 av. J.-C.. Elle a livré de nombreuses poteries. C'est la phase la plus étudiée, en relation avec la culture de Kintampo. Des restes de plantes carbonisées de cette période témoignent de la culture du millet perlé. La culture de cette plante a permis aux Kintampo de développer à Birimi un véritable village. On a trouvé des traces de maisons en torchis. Plusieurs techniques de construction ont été employées, formant des structures de différentes tailles, ce qui a également été noté sur d'autres sites de la culture de Kintampo.

### Âge du fer
Les parties occidentales du site ont également été occupées à l'Âge du fer, en continuité avec la période néolithique. Les couches de l'Âge du fer ont été fouillées entre 1987 et 1988. Cependant, aucune habitation de l'Äge du fer n'a été trouvée à côté des fonderies. Les activités sidérurgiques ont laissé de multiples amas de scories et des vestiges de fours répartis sur toute la partie ouest du site. 